# Jean d'Espouy
Jean d'Espouy, né à Paris 6e le 30 novembre 1891 et mort à Chaudes-Aigues le 5 mai 1921, est un peintre et aquarelliste français.

## Biographie
Élève de Henri Harpignies, peintre de genre et paysagiste, il expose au Salon des artistes français dès 1910. 
Ami d'enfance de Paul Vaillant-Couturier, il peint aussi parfois sous le nom de Jean d'Estirac.
Il prend part à la Première Guerre mondiale et reprend l'aquarelle à la fin de la Guerre. Il peignait des paysages enneigés du Cantal à Chaudes-Aigues lorsqu'il meurt, emporté par une angine mal soignée. 
Il est inhumé à Cazères dans le caveau familial.